# Gynoplistia spinicalcar
Gynoplistia spinicalcar är en tvåvingeart som beskrevs av Alexander 1922. Gynoplistia spinicalcar ingår i släktet Gynoplistia och familjen småharkrankar. Inga underarter finns listade i Catalogue of Life.